# 七瀬真琴
七瀬 真琴（ななせ まこと、3月24日 - ）は、日本の漫画家。男性。主に商業誌で成人向け漫画を執筆している。旧ペンネームは牛乳娘（うしちちむすめ）。

## 来歴
1995年、牛乳娘の名義で『コミックSHAKE』（東京三世社）1995年8月号に掲載された「お兄ちゃんといっしょ」で商業誌デビュー。翌1996年、初の単行本『3.5濃縮ミルク』を発表。この後ペンネームを七瀬真琴に変更。以後、平和出版発行の成年向け漫画雑誌で長く作品が掲載されていた。同社倒産後は、『COMIC桃姫』（富士美出版）、『コミックメガストアH』（コアマガジン）等に作品が掲載されている。
2002年には原作を務めた成人向けOVA「完全無修正 それぞれの放課後」がハニービットより発売された。
かつて同人サークル「牛乳屋」で同人誌を発行していた。

## 作品リスト

### 単行本
『3.5濃縮ミルク』のみ牛乳娘名義。他は七瀬真琴名義。
成人向け作品
- 『3.5濃縮ミルク』 松文館 <別冊エースファイブコミックス> 1996年6月25日 ISBN 978-4-7901-0149-9
- 『少女密売』 松文館 <別冊エースファイブコミックス> 1997年5月 ISBN 978-4-7901-0228-1
- 『女の子の秘密』 平和出版 <PEACEコミックス> 1999年8月 ISBN 978-4-9383-8429-6
- 『美少女攻略裏マニュアル』 平和出版 <PEACEコミックス> 2000年8月24日 ISBN 978-4-9383-8446-3
- 『完全無修正』 平和出版 <PEACEコミックス> 2001年10月9日 ISBN 978-4-9383-8472-2
- 『宅配少女』 平和出版 <PEACEコミックス> 2002年9月6日 ISBN 978-4-8605-6023-2
- 『地下流出』 平和出版 <PEACEコミックス> 2003年10月6日 ISBN 978-4-8605-6075-1
- 『違法行為』 平和出版 <PEACEコミックス> 2004年12月15日 ISBN 978-4-8605-6131-4
- 『完全犯罪 〜七瀬真琴BESTセレクション〜』 平和出版 <PEACEコミックス> 2005年4月14日 ISBN 978-4-8605-6142-0
- 『純国産天然物使用』 富士美出版 <富士美コミックス> 2006年10月25日 ISBN 978-4-8942-1705-8
- 『JC 〜ジェイシー〜』 富士美出版 <富士美コミックス> 2008年4月25日 ISBN 978-4-894-21801-7
- 『最高画質』 富士美出版 <富士美コミックス> 2009年9月26日 ISBN 978-4-8942-1906-9
- 『流出♪ストレイシープ』 コアマガジン <メガストアコミックス> 2010年5月31日 ISBN 978-4-8625-2836-0
- 『JUNK FOOD MANIA』 コアマガジン <メガストアコミックス> 2012年1月11日 ISBN 978-4-86436-153-8
- 『個人撮影』 ジーオーティー <マグナムコミック> 2014年3月25日 ISBN 978-4-86084-908-5

### アニメーション
成人向け作品
- 完全無修正 それぞれの放課後ハニービット（OVA、2002年11月18日） 原作